# Хелена (королева Швеции)
Королева Хелена (также Елена или Элин) — королева-консорт Швеции, супруга короля Инге I Старшего. Предположительно сестра Блот-Свена.

## Биография
Происхождение королевы Хелены неизвестно. Считается, что она была из Эстергётланда. Возможно она была из рода Инглингов, старой шведской королевской семьи и была сестрой Блот-Свена. Король Инге, который был королём Швеции несколько раз, известен тем, что победил язычников в религиозных войнах, которые происходили в Швеции между 1022 и 1088 годами, и отменил свободу вероисповедания, требуя от всех исповедовать христианство. Его самым большим противником в этом был языческий король Блот-Свен.
Король Инге женился на сестре Блот-Свена Maer или Mö; в исландских источниках она упоминается как Mär, но в официальных документах она упоминается как Хелена. Возможно, она была греческого или русского происхождения, но это не подтверждено и маловероятно. Этот союз хорошо известен в истории как брак между Ингой и сестрой Блот-Свена, а Свен всегда упоминается как зять Инге. Поэтому есть мнение, что Инге был женат два раза. Тем не менее, Maer не является настоящим именем, это просто старое скандинавское слово обозначающее деву; другое написание имени — Mö — также означает деву. «Хелена» — обычное латинское написание шведского имени Элин. Можно предположить, что это один и тот же человек; дева Элин, для христиан-иностранцев пишется как Хелена на латыни, сестра языческого короля Блот-Свена.
Генеалогию старых семей викингов очень трудно отследить, несмотря на многие песни, которые о них поются. Как сестра Блот-Свена, она, возможно, была дочерью шведского принца Ингвара Путешественника, сына короля Швеции Эмунда Старого; таким образом она могла быть двоюродной сестрой своего мужа. Брак, вероятно, был заключён по политическим причинам, чтобы объединить языческие и христианские фракции. Предполагается, что рунический камень, воздвигнутый человеком по имени Сигторн в честь дочери Mö и сына Sven, был установлен отцом королевы Хелены и Блот-Свена. Полное имя Хелены в этом случае было бы Хеленой Сигторнсдоттер.
Мало что можно достоверно сказать о королеве Хелене, но она скорее всего была язычницей подобно своему брату. На момент заключения брака её либо убедили, либо заставили перейти в христианскую веру. Возможно, она получила имя Хелена после крещения, поскольку её дочерям также дали имена из христианской Европы: Христина, Маргарет и Катарина. Неизвестно, поддерживала ли она язычников или христиан. В 1087—1088 годах она была свидетелем войны между её мужем-христианином и братом-язычником и увидела триумф супруга. Возможно, она оплакивала смерть своего брата и язычество в 1087—1088 годах, но до конца своей жизни она была (или притворялась) христианкой. После поражения язычников она вместе со своим мужем в период между 1090 и 1100 годами основала первый известный женский монастырь в Швеции — бенедиктинский монастырь Врета в Эстергётланде. Она подарила монастырю двадцать поместий в Эстергётланде. Поместья предположительно принадлежали королеве: были приданым или наследством от брата Свена. После смерти мужа примерно в 1105 году, вдовствующая королева Хелена стала монахиней в монастыре Врета.

## Путаница с Еленой из Шёвде
Королеву Хелену долгое время путали со святой Еленой из Шёвде (ум. 1135), которая жила в Швеции в тот же период. Это заблуждение не поддерживают современные историки.

## Дети
1. Христина Ингесдоттер, супруга великого князя Киевского Мстислава Владимировича[6][7]
2. Рангвальд Ингессон, отец Ингрид Рагнвальдсдоттир[6], дед короля Швеции Магнуса Хенриксена[8]
3. Маргарет Фредкулла, королева-консорт Норвегии в браке с Магнусом III и королева-консорт Дании в браке с Нильсом[6][9]
4. Катарина Ингесдоттер, супруга Бьёрна Харальдсена Железнобокого[6], бабка короля Швеции Кнута I Эрикссона[10]